# Liste der Kulturdenkmale in Nienburg (Saale)
In der Liste der Kulturdenkmale in Nienburg (Saale) sind alle  Kulturdenkmale der Gemeinde Nienburg (Saale) und ihrer Ortsteile aufgelistet. Grundlage ist das Denkmalverzeichnis des Landes Sachsen-Anhalt, das auf Basis des Denkmalschutzgesetzes des Landes Sachsen-Anhalt vom 21. Oktober 1991 durch das Landesamt für Denkmalpflege und Archäologie Sachsen-Anhalt erstellt und seither laufend ergänzt wurde (Stand: 31. Dezember 2022).

## Kulturdenkmale nach Ortsteilen

### Nienburg (Saale)
| Lage | Bezeichnung                        | Beschreibung | Erfassungs- nummer | Ausweisungsart | Bild |
| --- | ---------------------------------- | --- | ------------------ | -------------- | --- |
| Goetheplatz (Karte) | Klosterkirche St. Marien & Cyprian | | 094 60166          | Baudenkmal     | Weitere Bilder |
| Auf einem Steilhang oberhalb der Bode, angrenzend an die ehemalige Klosterkirche (Karte) | Kloster Nienburg                   | Kloster | 094 60167          | Baudenkmal     | Weitere Bilder |
| Bodehang (Karte) | Stadtmauer                         | | 094 60165          | Baudenkmal     | Stadtmauer |
| Bode (Karte) | Wehr                               | Bodewehr | 094 97795          | Baudenkmal     | Wehr |
| Adolf-Meyer-Straße Zwischen den Wohnhäusern Nr. 8 und 9 (Karte) | Jüdischer Friedhof                 | | 094 60531          | Baudenkmal     | Jüdischer Friedhof |
| Am Steinbruch 8a An der Gatterslebener Straße (Karte) | Mühle                              | | 094 60205          | Baudenkmal     | Mühle |
| Bahnhofstraße (Karte) | Bahnhof                            | Das Empfangsgebäude des Bahnhofs wurde im März 2016 abgerissen, denkmalgeschützt sind jedoch auch alle anderen Anlagen inklusive Stellwerk. | 094 60204          | Baudenkmal     | Bahnhof |
| Brückenstraße 1, 2, 4 bis 6 Franz-Hallström-Straße 1 bis 6 Goetheplatz 1 bis 8, 10, 12 Johannistraße 1, 3 Marktplatz 1 bis 9, 10 Marktstraße 1, 2, 3, 4 Schloßgarten 1, 2 Schloßstraße 1 bis 27 (Karte) | Altstadt                           | | 094 60163          | Denkmalbereich | Altstadt |
| Calbesche Straße Ortsausfahrt Richtung Calbe (Karte) | Kulturhaus                         | Klubhaus Maxim Gorki | 094 60201          | Baudenkmal     | Kulturhaus |
| Franz-Hallström-Straße Ecke Burgstraße (Karte) | Fabrik                             | Ehemalige Hallströmsche Fabrik mit ehemaligem Kino Capitol                                                                                  | 094 60100          | Baudenkmal     | Weitere Bilder |
| Franz-Hallström-Straße 1 (Karte) | Wohnhaus                           | | 094 60175          | Baudenkmal     | Wohnhaus |
| Franz-Hallström-Straße 6 (Karte) | Wohn- und Geschäftshaus            | Saale-Drogerie | 094 60176          | Baudenkmal     | Wohn- und Geschäftshaus |
| Friedrich-Ebert-Platz (Karte) | St.-Johannis-Kirche                | | 094 60185          | Baudenkmal     | Weitere Bilder |
| Friedrich-Lutzmann-Straße 18 Mühlengrundstück am Ende der Wasserreihe, am Gebäude des Getränkestützpunktes, ehemaliger Tekath-Möbelmarkt (Karte)                                                        | Wappentafel                        | | 094 60197          | Kleindenkmal   | [[Vorlage:Bilderwunsch/code!/C:51.833858,11.768557!/D:Friedrich-Lutzmann-Straße 18 Mühlengrundstück am Ende der Wasserreihe, am Gebäude des Getränkestützpunktes, ehemaliger Tekath-Möbelmarkt,!/\|BW]] |
| Gatterslebener Straße Ortsausfahrt Richtung Neugattersleben (Karte) | Friedhof                           | | 094 60203          | Baudenkmal     | Friedhof |
| Gatterslebener Straße Am Friedhof (Karte) | Wasserturm                         | | 094 60202          | Baudenkmal     | Weitere Bilder |
| Goetheplatz Nahe der Klosterkirche, am Bodehang (Karte) | Kriegerdenkmal                     | Denkmal der Stadt Nienburg für die Gefallenen des 1. Weltkriegs                                                                             | 094 60179          | Baudenkmal     | Kriegerdenkmal |
| Goetheplatz 8 Eckgebäude zur Klosterstraße, direkt gegenüber der Klosterkirche (Karte) | Pfarrhaus                          | | 094 60178          | Baudenkmal     | Pfarrhaus |
| Goetheplatz 10 Nördlich der Klosterkirche, unmittelbar an der Stadtmauer (Karte) | Kapelle                            | Abtshaus | 094 60164          | Baudenkmal     | Kapelle |
| Hospitalstraße 5 (Karte) | Hospital, Kirche                   | St. Veit | 094 97656          | Baudenkmal     | Weitere Bilder |
| Jesarbruch 2 Straße nach Calbe, an der Zementfabrik (Karte) | Villa                              | | 094 60198          | Baudenkmal     | Villa |
| Johannistraße 7 (Karte) | Wohnhaus                           | | 094 60187          | Baudenkmal     | BW |
| Johannistraße 8 (Karte) | Gutshof                            | Stiftsgut Mosigkau | 094 60188          | Baudenkmal     | BW |
| Johannistraße 17, 22, 23 (Karte) | Platz                              | | 094 60190          | Denkmalbereich | Platz |
| Johannistraße 24 (Karte) | Bauernhof                          | | 094 60191          | Baudenkmal     | Bauernhof |
| Johannistraße 7, 8, 9, 30, 31 (Karte) | Platz                              | | 094 60189          | Denkmalbereich | Platz |
| L 65, km 14,340 Ortsausfahrt Richtung Altenburg (Karte) | Brücke                             | | 094 97794          | Baudenkmal     | Brücke |
| L 65, km 14,578 Ortsausfahrt Nienburg in Richtung Altenburg (Karte) | Brücke                             | Mühlgrabenbrücke | 094 97793          | Baudenkmal     | Brücke |
| L73 (Karte) | Brücke                             | Bodebrücke (Brückenstraße) | 094 60207          | Baudenkmal     | Brücke |
| Marktplatz 1 (Karte) | Rathaus                            | | 094 60168          | Baudenkmal     | Rathaus |
| Marktplatz 3 (Karte) | Wohn- und Geschäftshaus            | | 094 60169          | Baudenkmal     | Wohn- und Geschäftshaus |
| Marktplatz 4 Nordseite des Marktplatzes (Karte) | Wohnhaus                           | Hallströmsche Villa | 094 60170          | Baudenkmal     | Wohnhaus |
| Marktplatz 7 (Karte) | Wohnhaus                           | | 094 60172          | Baudenkmal     | Wohnhaus |
| Marktplatz 9 Südzeile der Marktbebauung (Karte) | Gutshaus                           | | 094 60173          | Baudenkmal     | Gutshaus |
| Marktplatz 5, 6 (Karte) | Wohnhaus                           | | 094 60171          | Baudenkmal     | Wohnhaus |
| Marktstraße 5 (Karte) | Wohn- und Geschäftshaus            | | 094 60174          | Baudenkmal     | Wohn- und Geschäftshaus |
| Mittelstraße 4 (Karte) | Wohnhaus                           | | 094 60183          | Baudenkmal     | BW |
| Saaleanger Straße nach Calbe, an der Saale auf Höhe der alten Zementfabrik (Karte) | Speicher                           | | 094 60200          | Baudenkmal     | Speicher |
| Schlossstraße 16 Westlich der Klosterkirche (Karte) | Gerichtsgebäude                    | Amtsgericht | 094 60177          | Baudenkmal     | Gerichtsgebäude |
| Schloßgarten 7, 8, 9, 10 Unterhalb des Schlosses, an der Bode (Karte) | Straßenzeile                       | | 094 60206          | Denkmalbereich | [[Vorlage:Bilderwunsch/code!/C:51.837781,11.771645!/D:Schloßgarten 7, 8, 9, 10 Unterhalb des Schlosses, an der Bode,!/\|BW]]                                                                            |
| Schloßstraße 15 (Karte) | Kavaliershaus                      | | 094 60180          | Baudenkmal     | Kavaliershaus |
| Schloßstraße 17 (Karte) | Postamt                            | | 094 60181          | Baudenkmal     | Postamt |
| Schloßstraße 24 (Karte) | Wohnhaus                           | mit Front zur Mittelstraße | 094 60182          | Baudenkmal     | Wohnhaus |
| Schäferplatz 14 (Karte) | Schule                             | | 094 60184          | Baudenkmal     | Schule |
| Schäferplatz 21 (Karte) | Synagoge                           | | 094 60530          | Baudenkmal     | Synagoge |
| Steinbruch Stadtrand | Förderanlage                       | | 094 60419          | Baudenkmal     | |
| Warte 7 (Karte) | Wohnhaus                           | | 094 60193          | Baudenkmal     | Wohnhaus |
| Warte 8 (Karte) | Ackerbürgerhof                     | Niemannscher Hof | 094 60194          | Baudenkmal     | BW |
| Warte 5a (Karte) | Portal                             | | 094 60192          | Baudenkmal     | Portal |
| Weinberg 26 Eckbebauung zur Wasserreihe (Karte) | Wohnhaus                           | | 094 60196          | Baudenkmal     | Wohnhaus |

### Altenburg
| Lage                        | Bezeichnung | Beschreibung | Erfassungs- nummer | Ausweisungsart | Bild   |
| --------------------------- | ----------- | ------------ | ------------------ | -------------- | ------ |
| Westlich der Domäne (Karte) | Kirche      | St. Blasius  | 094 60210          | Baudenkmal     | Kirche |
| Domäne 1, 1a (Karte)        | Domäne      |              | 094 60209          | Baudenkmal     | Domäne |
| Mühle 1 (Karte)             | Mühle       |              | 094 60208          | Baudenkmal     | Mühle  |

### Gerbitz
| Lage                                                                                              | Bezeichnung    | Beschreibung                                  | Erfassungs- nummer | Ausweisungsart | Bild |
| ------------------------------------------------------------------------------------------------- | -------------- | --------------------------------------------- | ------------------ | -------------- | --- |
| Hauptstraße (Karte)                                                                               | Kriegerdenkmal | Kriegerdenkmal                                | 094 97595          | Baudenkmal     | BW |
| Hauptstraße (Karte)                                                                               | Kriegerdenkmal |                                               | 094 97596          | Baudenkmal     | Kriegerdenkmal                                                                                                  |
| Hauptstraße 7 (Karte)                                                                             | Wohnhaus       |                                               | 094 97597          | Baudenkmal     | BW |
| Hauptstraße 10 (Karte)                                                                            | Bauernhof      |                                               | 094 97598          | Baudenkmal     | BW |
| Hauptstraße 17 (Karte)                                                                            | Bauernhof      |                                               | 094 97599          | Baudenkmal     | BW |
| Hauptstraße 32 (Karte)                                                                            | Speicher       |                                               | 094 97600          | Baudenkmal     | BW |
| Landstraße L 73 (Karte)                                                                           | Wegweiser      | Wegweiser 2022 als Kulturdenkmal ausgewiesen. | 094 18911          | Kleindenkmal   | BW |
| Nienburger Allee (Karte)                                                                          | Kirche         |                                               | 094 97602          | Baudenkmal     | Kirche |
| Nienburger Allee Nienburger Straße, Kreuzung Bernburger Straße, Ecke Einfriedung Friedhof (Karte) | Wegweiser      |                                               | 094 97601          | Kleindenkmal   | Wegweiser |
| Nienburger Allee 20 Zwischen Friedhof und Kirche (Karte)                                          | Schule         |                                               | 094 97603          | Baudenkmal     | Schule |
| Zum Bierberg Friedhof (Karte)                                                                     | Friedhof       |                                               | 094 97593          | Baudenkmal     | [[Vorlage:Bilderwunsch/code!/C:51.840954,11.822899!/D:Zum Bierberg Friedhof,!/\|BW]]                            |
| Zum Bierberg 1 Eckbebauung zur Nienburger Straße (Karte)                                          | Bauernhof      |                                               | 094 97594          | Baudenkmal     | [[Vorlage:Bilderwunsch/code!/C:51.841301,11.822858!/D:Zum Bierberg 1 Eckbebauung zur Nienburger Straße,!/\|BW]] |

### Gramsdorf
| Lage                                                                                     | Bezeichnung | Beschreibung | Erfassungs- nummer | Ausweisungsart | Bild   |
| ---------------------------------------------------------------------------------------- | ----------- | ------------ | ------------------ | -------------- | ------ |
| Nördlich außerhalb des Dorfes (Karte)                                                    | Kirche      | St. Petri    | 094 97654          | Baudenkmal     | Kirche |
| Straße des Friedens 13, 14, 16, 18 Bebauung um den zentralen Dorfplatz mit Teich (Karte) | Platz       |              | 094 97655          | Denkmalbereich | Platz  |

### Grimschleben
| Lage                          | Bezeichnung | Beschreibung | Erfassungs- nummer | Ausweisungsart | Bild  |
| ----------------------------- | ----------- | ------------ | ------------------ | -------------- | ----- |
| Rosa-Luxemburg-Straße (Karte) | Stall       |              | 094 60199          | Baudenkmal     | Stall |
| Rosa-Luxemburg-Straße (Karte) | Stall       |              | 094 60211          | Baudenkmal     | BW    |

### Latdorf
| Lage                                             | Bezeichnung    | Beschreibung   | Erfassungs- nummer | Ausweisungsart | Bild                                                                                                  |
| ------------------------------------------------ | -------------- | -------------- | ------------------ | -------------- | --- |
| Am Bauernstein (Karte)                           | Kirche         | St. Laurentius | 094 60781          | Baudenkmal     | Kirche                                                                                                |
| Am Bauernstein 3 Nördlich der Dorfkirche (Karte) | Pfarrhaus      |                | 094 60782          | Baudenkmal     | [[Vorlage:Bilderwunsch/code!/C:51.80911,11.79895!/D:Am Bauernstein 3 Nördlich der Dorfkirche,!/\|BW]] |
| Bernburger Straße Ecke Neue Reihe (Karte)        | Wegweiser      |                | 094 60789          | Kleindenkmal   | Wegweiser                                                                                             |
| Borgesdorfer Weg 2 Ortsrand (Karte)              | Bauernhaus     |                | 094 60787          | Baudenkmal     | [[Vorlage:Bilderwunsch/code!/C:51.809787,11.806047!/D:Borgesdorfer Weg 2 Ortsrand,!/\|BW]]            |
| Ludwig-Franze-Straße Grünfläche (Karte)          | Kriegerdenkmal |                | 094 60783          | Kleindenkmal   | Kriegerdenkmal                                                                                        |
| Ludwig-Franze-Straße 8 (Karte)                   | Bauernhof      |                | 094 60784          | Baudenkmal     | Bauernhof                                                                                             |
| Ludwig-Franze-Straße 14 (Karte)                  | Gutshaus       |                | 094 60785          | Baudenkmal     | Gutshaus                                                                                              |
| Ludwig-Franze-Straße 18 (Karte)                  | Wohnhaus       |                | 094 60786          | Baudenkmal     | BW |
| Thälmann-Platz Ecke Poleyer Straße (Karte)       | Wegweiser      |                | 094 60788          | Kleindenkmal   | Wegweiser                                                                                             |

### Neugattersleben
| Lage                                                                                | Bezeichnung                                           | Beschreibung | Erfassungs- nummer | Ausweisungsart               | Bild                                                  |
| ----------------------------------------------------------------------------------- | ----------------------------------------------------- | --- | ------------------ | ---------------------------- | ----------------------------------------------------- |
| Schloßpark (Karte)                                                                  | Kaiser-Wilhelm-Turm                                   | Aussichtsturm | 094 60519          | Baudenkmal                   | Kaiser-Wilhelm-Turm                                   |
| Nordwestlich von Neugattersleben, nördlich von Löbnitz, an der B 71 gelegen (Karte) | Bahnhof Neugattersleben                               | Der Bahnhof stammt aus der Bauzeit der Kanonenbahn (1879). Das Empfangsgebäude ist ein Typenbau, baugleiche Gebäude finden sich an mehreren anderen Stationen der Strecke. 1994 wurde der Personenverkehr im Bahnhof eingestellt, 1998 der Bahnhof als Betriebsstelle geschlossen, 2004 der Zugverkehr auf der Strecke eingestellt. | 094 60959          | Baudenkmal                   | Weitere Bilder                                        |
| Bodelauf Zugang zum Park südwestlich des Schlosses (Karte)                          | Chausseebrücke                                        | Flache Bogenbrücke über die Bode und Walzenwehr; aus der Zeit um 1914, aus Stahlbeton mit historisierenden Elementen | 094 60852          | Baudenkmal                   | Chausseebrücke                                        |
| Westlich des Schlosses (Karte)                                                      | Feldwegbrücke                                         | Im Zuge der Boderegulierung 1914 angelegte Flachbogenbrücke | 094 60853          | Baudenkmal                   | Feldwegbrücke                                         |
| Zufahrt zur Mühlen- und Schlossinsel im Verlauf der Friedensstraße (Karte)          | Brücke                                                | Brücke über den Mühlgraben und die alte Bode | 094 61288          | Baudenkmal                   | Brücke                                                |
| Schlosspark (Karte)                                                                 | Brücke                                                | Parkwegbrücke | 094 61289          | Baudenkmal                   | Brücke                                                |
| Förderstedter Straße, L50 (Karte)                                                   | Eisenbahnbrücke der Kanonenbahnstrecke Berlin–Wetzlar | am 25. August 2015 als Denkmal ausgewiesen |                    | Baudenkmal                   | Eisenbahnbrücke der Kanonenbahnstrecke Berlin–Wetzlar |
| Bauerberg 2a, 2b, 2c Flur 8, Flurstück 103/17 (Karte)                               | Straßenzeile                                          | | 094 60525          | Baudenkmal                   | Straßenzeile                                          |
| Friedensstraße 1 (Karte)                                                            | Schloss Neugattersleben                               | Schloss | 094 60518          | Baudenkmal                   | Weitere Bilder                                        |
| Friedensstraße 1 (Karte)                                                            | Schlosspark                                           | Park | 094 60518 001      | Teilobjekt eines Baudenkmals | BW                                                    |
| Friedensstraße 6 (Karte)                                                            | Wohnhaus                                              | Spittel | 094 60526          | Baudenkmal                   | Wohnhaus                                              |
| Friedensstraße 7 An der Schloßmühle (Karte)                                         | Villa                                                 | | 094 60521          | Baudenkmal                   | Villa                                                 |
| Friedensstraße 2, 2a (Karte)                                                        | Tagelöhnerhaus                                        | | 094 60524          | Baudenkmal                   | Tagelöhnerhaus                                        |
| Friedensstraße 7a Bodebrücke, Mühlgraben (Karte)                                    | Schloßmühle                                           | Wassermühle am Schloss Neugattersleben | 094 60520          | Baudenkmal                   | Weitere Bilder                                        |
| Förderstedter Straße 1 Von-Alvensleben’scher Gutshof (Karte)                        | Wirtschaftsgebäude                                    | | 094 60527          | Baudenkmal                   | Wirtschaftsgebäude                                    |
| Kirchplatz, auf dem Kirchhof (Karte)                                                | Erbbegräbnis der Familie von Alvensleben              | | 094 60096          | Baudenkmal                   | Weitere Bilder                                        |
| Kirchplatz Ehemals Hohendorf (Karte)                                                | Kirche Neugattersleben                                | St. Gertrud | 094 60095          | Baudenkmal                   | Weitere Bilder                                        |
| Kirchplatz 2 Südseite des Kirchhofs (Karte)                                         | Schule                                                | | 094 60522          | Baudenkmal                   | Schule                                                |
| Kirchplatz 4 südöstlich der Kirche (Karte)                                          | Pfarrhof                                              | | 094 60523          | Baudenkmal                   | Pfarrhof                                              |

### Pobzig
| Lage                                                         | Bezeichnung    | Beschreibung | Erfassungs- nummer | Ausweisungsart | Bild           |
| ------------------------------------------------------------ | -------------- | ------------ | ------------------ | -------------- | -------------- |
| Kirschstraße Grünanlage (Karte)                              | Kriegerdenkmal |              | 094 97647          | Baudenkmal     | Kriegerdenkmal |
| Pobziger Hauptstraße Grünanlage, Einmündung Schulweg (Karte) | Denkmal        |              | 094 97648          | Baudenkmal     | Denkmal        |
| Pobziger Hauptstraße 3 (Karte)                               | Schule         |              | 094 97649          | Baudenkmal     | Schule         |
| Pobziger Hauptstraße 9 (Karte)                               | Bauernhof      |              | 094 97650          | Baudenkmal     | BW             |
| Pobziger Hauptstraße 10, 11 (Karte)                          | Gutshof        |              | 094 98117          | Baudenkmal     | BW             |
| Schmiedegasse 1 (Karte)                                      | Schmiede       |              | 094 97653          | Baudenkmal     | BW             |

### Wedlitz
| Lage                                                                     | Bezeichnung  | Beschreibung                            | Erfassungs- nummer | Ausweisungsart | Bild |
| ------------------------------------------------------------------------ | ------------ | --------------------------------------- | ------------------ | -------------- | --- |
| Am Speicher 17 Ecke Hauptstraße (Karte)                                  | Speicher     |                                         | 094 98489          | Baudenkmal     | [[Vorlage:Bilderwunsch/code!/C:51.862838963442,11.778902994067!/D:Am Speicher 17 Ecke Hauptstraße,!/\|BW]] |
| Die großen Kietschkenwiesen Freie Feldlage südöstlich des Dorfes (Karte) | Mühle        |                                         | 094 97910          | Baudenkmal     | Mühle |
| LPG-Straße 4 Ecke zur Hauptstraße (Karte)                                | Bauernhof    | Hof Lankutsch                           | 094 97913          | Baudenkmal     | Bauernhof                                                                                                  |
| LPG-Straße 5 (Karte)                                                     | Bauernhof    |                                         | 094 97914          | Baudenkmal     | BW |
| LPG-Straße 8 (Karte)                                                     | Wohnhaus     |                                         | 094 97915          | Baudenkmal     | BW |
| Wedlitzer Hauptstraße (Karte)                                            | Kirche       |                                         | 094 97911          | Baudenkmal     | Kirche |
| Wedlitzer Hauptstraße 12c (Karte)                                        | Wegweiser    | Wegweiser 2021 als Denkmal ausgewiesen. | 094 18804          | Kleindenkmal   | BW |
| Wedlitzer Hauptstraße 32, 33 (Karte)                                     | Häusergruppe |                                         | 094 97912          | Denkmalbereich | BW |

### Wispitz
| Lage                                                                                  | Bezeichnung    | Beschreibung                                 | Erfassungs- nummer | Ausweisungsart | Bild |
| ------------------------------------------------------------------------------------- | -------------- | -------------------------------------------- | ------------------ | -------------- | --- |
| Gartenstraße Nordostrand des Dorfes (Karte)                                           | Kirche         |                                              | 094 97918          | Baudenkmal     | Kirche |
| Kreisstraße 2101 Nordöstlicher Ortsrand, OA Ri. Calbe, westliche Straßenseite (Karte) | Wegweiser      |                                              | 094 61422          | Kleindenkmal   | [[Vorlage:Bilderwunsch/code!/C:51.878909,11.780975!/D:Kreisstraße 2101 Nordöstlicher Ortsrand, OA Ri. Calbe, westliche Straßenseite,!/\|BW]] |
| Wispitzer Hauptstraße (Karte)                                                         | Kriegerdenkmal | Denkmal für die Gefallenen des 1. Weltkriegs | 094 97917          | Kleindenkmal   | BW |
| Wispitzer Hauptstraße 2 (Karte)                                                       | Gutshaus       |                                              | 094 97916          | Baudenkmal     | BW |

## Ehemalige Kulturdenkmale nach Ortsteilen
Die nachfolgenden Objekte waren ursprünglich ebenfalls denkmalgeschützt oder wurden in der Literatur als Kulturdenkmale geführt. Die Denkmale bestehen heute jedoch nicht mehr, ihre Unterschutzstellung wurde aufgehoben oder sie werden nicht mehr als Denkmale betrachtet.

### Nienburg (Saale)
| Lage                                                                                 | Bezeichnung | Beschreibung                             | Erfassungs- nummer | Ausweisungsart | Bild |
| ------------------------------------------------------------------------------------ | ----------- | ---------------------------------------- | ------------------ | -------------- | ---- |
| L73                                                                                  | Brücke      | Saale-Brücke                             | 094 60195          |                |      |
| L73 Brücke im Zuge der L 73 über einen Flutgraben bei Nienburg-Waldfrieden, km 9,683 | Brücke      | Flutgrabenbrücke, Bauwerk BW 0010/LIO 73 | 094 97863          |                |      |
| Mittelstraße 7 (Karte)                                                               | Wohnhaus    |                                          | 094 60101          |                | BW   |

## Legende
In den Spalten befinden sich folgende Informationen:
- Lage: Nennt den Straßennamen und wenn vorhanden die Hausnummer des Kulturdenkmals. Die Grundsortierung der Liste erfolgt nach dieser Adresse. Der Link „Karte“ führt zu verschiedenen Kartendarstellungen und nennt die geographischen Koordinaten.
Link zu einem Kartenansichtstool, um Koordinaten zu setzen. In der Kartenansicht sind Baudenkmale ohne Koordinaten mit einem roten bzw. orangen Marker dargestellt und können in der Karte gesetzt werden. Baudenkmale ohne Bild sind mit einem blauen bzw. roten Marker gekennzeichnet, Baudenkmale mit Bild mit einem grünen bzw. orangen Marker.
- Offizielle Bezeichnung: Nennt den Namen, die Bezeichnung oder zumindest die Art des Kulturdenkmals und verlinkt, soweit vorhanden, auf den Artikel zum Objekt.
- Beschreibung: Nennt bauliche und geschichtliche Einzelheiten des Kulturdenkmals, vorzugsweise die Denkmaleigenschaften.
- Erfassungsnummer: Für jedes Kulturdenkmal wird in Sachsen-Anhalt eine 20stellige Erfassungsnummer vergeben. Die letzten zwölf Ziffern werden für die Untergliederung nach Teilobjekten genutzt und werden nur angegeben, soweit vergeben. In dieser Spalte kann sich folgendes Icon  befinden, dies führt zu Angaben zu diesem Baudenkmal bei Wikidata.
- Ausweisungsart: Die Einordnung des Denkmales nach § 2 Abs. 2 DenkmSchG LSA
- Bild: Ein Bild des Denkmales, und gegebenenfalls einen Link zu weiteren Fotos des Kulturdenkmals im Medienarchiv Wikimedia Commons. Wenn man auf das Kamerasymbol klickt, können Fotos zu Kulturdenkmalen aus dieser Liste hochgeladen werden: